# 大決鬥
《大决斗》（英語：The Duel），是1971年香港邵氏公司出品，由張徹及邱刚健聯合執導，狄龙、姜大卫主演之香港武打電影。影片取材自民國年間的军阀以及黑帮混战的故事。

## 電影內容
唐人杰是是黑社会老大沈天虹的义子，和哥哥唐人麟是义兄弟。
不过沈天虹的一个部下甘想要夺取沈天虹的权利和财产，于是便趁着沈天虹与廖守宜两大帮派互相争斗的时候故意使绊子，从而导致沈天虹决定去找廖守宜的麻烦。
随后又过了一段时间，这日，廖的叔叔去世，沈天虹率领众自己的部下，和甘收买的江南浪子假装前去吊唁，而后他们在葬礼上大闹，并且他们的这个行为却导致廖守宜和沈天虹一起在沈天虹所设立的，击败廖守宜的庆功宴中死去。
唐人杰看到这些事情后，于是主动替甘文彬和唐人麟顶罪，自我放逐江南。但甘文彬却利用欺骗唐人麟，导致唐人杰身无分文，并且遭到了很多杀手的追杀，而唐人麟也因为被利用完了，而被甘文彬驱逐
随后，唐人杰知道了这件事情后，自然是决定会去寻仇，而后甘派手下捉住唐人杰，但被江南浪子救出。并且浪子也在此时说出了他被利用，并且愿意为唐人杰赎罪。
最后，在沈天虹去世一周年的祭典上，唐人杰和江南浪子以及唐人麟还有唐人杰的朋友终于将甘文彬杀死，可是唐人麟和唐人杰的朋友却死在了祭典上。
而后，浪子和唐人杰也在反抗军阀的过程中死去。

## 演员表
- 狄龙 饰 唐人杰（沈天虹的义子，后在反抗军阀中重伤不治而死。）
- 姜大卫 饰 江南浪子（一位杀手，江湖上传其一咳嗽就会有人遭殃，曾被甘文彬利用，后和唐人杰击败了甘文彬，后在反抗军阀中重伤不治而死。）
- 汪萍 饰 蝴蝶（唐人杰的恋人，因为生活不得不成为了妓，后在唐人杰被敌人包围的时候，为了不拖累唐人杰而自杀。）
- 虞慧 饰 阿秀
- 杨志卿 饰 沈天虹（黑帮头目，后死于浪子的暗杀。）
- 谷峰 饰 唐人麟（沈天虹的部下，后被甘文彬利用，后和甘文彬同归于尽。）
- 川原 饰 甘文彬
- 贺宾 饰 廖守宜（沈天虹的对手，在暗杀沈天虹的时候被杀。）
- 王清河 饰 赵海山(廖守宜的手下，廖守宜死后成为了甘文彬的手下，并与其狼狈为奸，后被杀。)
- 夏蕙 饰 玲子
- 郑康业 饰 小茂（唐人杰的跟班，后被人偷袭致死。）
- 洪流 饰 许利(廖守宜的手下，廖守宜死后成为了甘文彬的手下，并与其狼狈为奸，后因为不服甘文彬于是被甘文彬杀死。)
- 李允中 饰 冯参议(自称可以成为甘文彬的靠山，不过最后还是抛弃了他。)
- 王光裕 饰 刘松(曾是沈天虹的手下，沈天虹死后和甘文彬狼狈为奸，后被杀。)
- 刘刚 饰 林进武(曾是沈天虹的手下，沈天虹死后和甘文彬狼狈为奸，后被杀。)
- 王钟、郑雷、陈星等 饰 甘文彬手下(曾是沈天虹的手下，沈天虹死后和甘文彬狼狈为奸，后被杀。)
- 蓝伟烈 饰 码头老板（被甘文彬收买的人。）
- 赵雄 饰 金老三

## 其他工作人员
- 副導演：李國強、顧錫
- 攝影：龔幕鐸
- 燈光：關英全
- 服裝：李琪
- 化妝：方圓
- 剪接：郭廷鴻
- 道具：劉安
- 佈景：曹莊生
- 音樂：陳勳奇

## 其他
- 《铁旗门》

## 備註
1. ↑  .   [2021-09-03]. （原始内容存档于2021-09-03）.

## 外部連結
- 香港影庫上《大决斗》的資料（繁體中文）
- 豆瓣电影上《大决斗》的資料 （简体中文）
- 时光网上《大决斗》的資料（简体中文）
- 互联网电影数据库（IMDb）上《大决斗》的资料（英文）